# Круглов, Алексей Николаевич
Алексей Николаевич Круглов (1866, Москва — 4 [17] апреля 1902, Сергиев Посад, Московская губерния) — русский оперный певец (лирико-драматический баритон) и педагог.
Обладал ровным во всех регистрах, сильным голосом бархатного тембра и широкого диапазона; был особенно популярен был среди студенчества.

## Биография
Родился в 1866 году в Москве.
Сначала некоторое время обучался в «Практической академии наук», позднее работал помощником бухгалтера в торговой фирме. Не поступив в Московскую консерваторию, брал уроки пения у С. Капелли. На одном из концертов, в котором участвовал Алексей Круглов, присутствовал директор Музыкально-драматического училища Московского филармонического общества П. А. Шостаковский. По его рекомендации Круглов был принят в это училище, где учился у С. Бижеича. По окончании обучения дебютировал на оперной сцене в Казани, где выступал до 1891 года (и позже в сезоне 1899—1900 годов). С 1841 года пел в петербургской Частной опере, затем в разных городах Российской империи — Вильно, Казани, Киеве, Минске, Нижнем Новгороде, Одессе, Риге, Тифлисе, Харькове.

Круглов в роли Демона

С 1895 по 1902 годы А. Н. Круглов работал в Перми, пользовался большой любовью и уважением у жителей города. В 1900 году пел в Москве (антреприза М. Лентовского) и Саратове. В 1901—1902 годах преподавал на организованных в Перми певческих курсах. В 1902 году из Перми Круглов вновь был приглашен в Москву. По дороге скоропостижно скончался 4 апреля (17 апреля по новому стилю) 1902 года в Сергиевом Посаде Московской губернии. Композитор В. С. Калинников посвятил певцу романс «Когда жизнь гнетут страданья и муки» (1888 год).
Алексей Николаевич Круглов — первый исполнитель на русской сцене партий Зурги («Искатели жемчуга», Бизе) и N. N. («Ася», Ипполитова-Иванова). Среди лучших его партий — Демон («Демон», Рубинштейна), Князь Игорь («Князь Игорь», Бородина), Руслан («Руслан и Людмила» Глинки), Фигаро («Севильский цирюльник» Россини).